# Amilcar Djau Codjovi
Amilcar Adulai Djau Codjovi (Ceuta, España, 22 de febrero de 2002) más conocido como Djau Codjovi es un futbolista español con nacionalidad británica. Juega de centrocampista y su equipo es el AO Ayia Napa de la Segunda División de Chipre. 

## Trayectoria
Djau Codjovi nació en España y es hijo de padres costamarfileños y de Guinea-Bissau. Es un jugador formado en la cantera del Rayo Vallecano hasta los 15 años y en 2017 se marcha a Inglaterra para jugar en los juveniles del Morecambe Football Club. 
Después de un período de prueba, en enero de 2021, firmó contrato con el FC Vorskla Poltava de la Liga Premier de Ucrania. Tras ser asignado inicialmente al equipo filial, el 2 de octubre de 2021 debuta en la Liga Premier de Ucrania con el primer equipo en un encuentro frente al FC Inhulets Petrove.
En la temporada 2021-22, disputaría 7 partidos de la Liga Premier de Ucrania en los que anota un gol y un encuentro de Copa, hasta el estallido de la guerra.
El 28 de agosto de 2022, se convirtió en jugador del AO Ayia Napa de la Segunda División de Chipre.

## Clubes
| Club               | País    | Año       |
| ------------------ | ------- | --------- |
| FC Vorskla Poltava | Ucrania | 2021-2022 |
| AO Ayia Napa       | Chipre  | 2022-     |